# 14436 Morishita
14436 Morishita este un asteroid din centura principală de asteroizi.

## Descriere
14436 Morishita este un asteroid din centura principală de asteroizi. A fost descoperit pe 23 martie 1992 la Kitami de Kin Endate și Kazuro Watanabe. Asteroidul prezintă o orbită caracterizată de o semiaxă mare de 2,57 ua, o excentricitate de 0,22 și o înclinație de 1,9° în raport cu ecliptica.